# Pandanus austrosinensis
Pandanus austrosinensis är en enhjärtbladig växtart som beskrevs av Te Lin Wu. Pandanus austrosinensis ingår i släktet Pandanus och familjen Pandanaceae.
Artens utbredningsområde är Hainan (Kina). Inga underarter finns listade.